# Corea del Norte en los Juegos Olímpicos de Vancouver 2010
Corea del Norte estuvo representada en los Juegos Olímpicos de Vancouver 2010 por dos deportistas, un hombre y una mujer, que compitieron en dos deportes.
El portador de la bandera en la ceremonia de apertura fue el patinador artístico Ri Song-Chol. El equipo olímpico norcoreano no obtuvo ninguna medalla en estos Juegos.